# Frédéric Belaubre
Frédéric Belaubre (Poissy, 14 de febrero de 1980) es un deportista francés que compitió en triatlón. Ganó una medalla de bronce en el Campeonato Mundial de Triatlón de 2006, una medalla de plata en el Campeonato Mundial de Triatlón por Relevos Mixtos de 2010 y tres medallas de oro en el Campeonato Europeo de Triatlón entre los años 2005 y 2008.

## Palmarés internacional
| Campeonato Mundial                    | Campeonato Mundial | Campeonato Mundial | Campeonato Mundial |
| Año                                   | Lugar              | Medalla            | Prueba             |
| ------------------------------------- | ------------------ | ------------------ | ------------------ |
| 2006                                  | Lausana (Suiza)    | Medalla de bronce  | Individual         |
| Campeonato Mundial por Relevos Mixtos |                    |                    |                    |
| Año                                   | Lugar              | Medalla            | Prueba             |
| 2010                                  | Lausana (Suiza)    | Medalla de plata   | Relevo mixto       |
| Campeonato Europeo                    |                    |                    |                    |
| Año                                   | Lugar              | Medalla            | Prueba             |
| 2005                                  | Lausana (Suiza)    | Medalla de oro     | Individual         |
| 2006                                  | Autun (Francia)    | Medalla de oro     | Individual         |
| 2008                                  | Lisboa (Portugal)  | Medalla de oro     | Individual         |